# Axel Frank
Axel Peter Rudolf Frank (ur. 17 grudnia 1882, zm. 4 grudnia 1966) – szwedzki zapaśnik walczący w stylu klasycznym. Dwukrotny olimpijczyk. Zajął piąte miejsce w Londynie 1908 i dziewiętnaste w Sztokholmie 1912. Walczył w wadze średniej.
Mistrz świata w 1911. Brązowy medalista mistrzostw Europy w 1909. Wicemistrz kraju w 1910 roku.

## Letnie Igrzyska Olimpijskie 1908
| Konkurencja          | Rundy eliminacyjne | Rundy eliminacyjne      | Rundy eliminacyjne         | Klas. końcowa |
| Konkurencja          | Przeciwnik I       | Przeciwnik II           | Przeciwnik III             | Miejsce       |
| -------------------- | ------------------ | ----------------------- | -------------------------- | ------------- |
| 73 kg styl klasyczny | Wolny los Z        | Grigorij Diomin (RUS) Z | Jóhannes Jósefsson (ISL) P | 5.            |

## Letnie Igrzyska Olimpijskie 1912
| Konkurencja          | Rundy eliminacyjne          | Rundy eliminacyjne      | Rundy eliminacyjne      | Klas. końcowa |
| Konkurencja          | Przeciwnik I                | Przeciwnik II           | Przeciwnik III          | Miejsce       |
| -------------------- | --------------------------- | ----------------------- | ----------------------- | ------------- |
| 75 kg styl klasyczny | Aleksandr Siewierow (RUS) Z | Emil Westerlund (FIN) Z | Alois Totuschek (AUT) P | 19.           |